# 探偵物語ミュージックファイル
『探偵物語 ミュージックファイル』（たんていものがたり ミュージックファイル）は、1979年9月18日から1980年4月1日にかけて放送されたテレビドラマ『探偵物語』のサウンドトラックアルバム。バップ・ミュージックファイルシリーズの第1弾ラインナップの1つとして1992年9月21日に発売された。

## 概要
音楽を担当したのは、主題歌も歌っているSHŌGUN。放送当時は主題歌を収録したシングルとアルバム『ROTATION』（このアルバムに収録された曲の一部は挿入歌として使用された）が発売されたのみで、サウンドトラックアルバムは未発売だった。主題歌もレコード用とは異なるTVサイズと予告編バージョンを収録しているため、全曲が初商品化である。
楽曲は主題歌を除いて左チャンネルにリズムを、右チャンネルにメロディを録音する2チャンネル・モノラル方式で録音されている。映像ではシーンに合わせてリズムのみを使用、あるいは曲の途中でメロディをフェードインさせるという手法も行われた。

## 収録曲
特記の無いものは大谷和夫作曲。楽曲の一部は後に、大谷が劇伴を担当した『プロハンター』（クレジット無し）や『キャッツ・アイ』に流用された。
1. BAD CITY<TVサイズ>
  1. M-5（作詞・作曲：Casey Rankin 編曲：大谷和夫 歌：SHŌGUN）
2. KUDO'S OFFICE
  1. Once Againのホンキートンク（作曲：大谷和夫、芳野藤丸）
  2. ブリッジ1#2
3. Mr. KUDO
  1. ボサノバA（作曲：Casey Rankin）
  2. 工藤のテーマシャッフル
4. KILLER STREET
  1. M-17
  2. M-13
5. LONELY MAN
  1. 大谷のテーマ（作曲：大谷和夫、芳野藤丸）
6. DEKA HATTORI & MATSUMOTO
  1. M-4
  2. M-6
7. IN SORROW
  1. Bハモニカメロ（作曲：大谷和夫、芳野藤丸）
  2. B-3（作曲：大谷和夫、芳野藤丸）
8. TRAGEDY
  1. M-8'
  2. M-8B
9. DAYBREAK
  1. M-5朝
10. BLUE MURDER CASE
  1. 工藤のテーマC
11. SUSPENCE & CRISIS
  1. M-16
  2. M-18
12. BRIDGE COLLECTION
  1. ブリッジ2#3
  2. ブリッジ3
  3. ブリッジ4
  4. ブリッジ5
  5. ブリッジ6
  6. ブリッジ7
  7. ブリッジ8
  8. ブリッジ9
  9. M-17ブリッジA
  10. M-17ブリッジB
13. SURF CITY BLUES
  1. M-7#2
14. LABYRINTH OF DESIRE
  1. ヒロインのテーマ サンバ
15. DOWN TOWN BLUES
  1. B-3B（作曲：大谷和夫、芳野藤丸）
  2. Bad Cityハモニカのみ（作曲：Casey Rankin）
16. VESPA
  1. M-11
  2. M-15
17. CHASER
  1. B TPメロ（作曲：大谷和夫、芳野藤丸）
  2. M-13B
18. BAD CITY
  1. KCのテーマB（作曲：Casey Rankin）
19. NANCY, KAORI & SHUNSAKU
  1. これにて一件落着
  2. 工藤のテーマホンキートンク
20. LONELY MAN<TVサイズ>
  1. M-2（作詞：Casey Rankin 作曲：大谷和夫、芳野藤丸 編曲：大谷和夫 歌：SHŌGUN）
21. BAD CITY<TRAILER VERSION>
  1. M-7（作詞・作曲：Casey Rankin 編曲：大谷和夫 歌：SHŌGUN）
22. LONELY MAN<TRAILER VERSION>
  1. M-3（作詞：Casey Rankin 作曲：大谷和夫、芳野藤丸 編曲：大谷和夫 歌：SHŌGUN）